# وكالة الأنباء السعودية
وكالة الأنباء السُّعودية (واس)، هي وكالة الأنباء الرسمية للمملكة العربية السعودية. تأسست عام 1971 في عهد الملك فيصل بن عبد العزيز وتعمل تحت إشراف وزارة الإعلام.

## نبذة

شعار وكالة الأنباء السعودية السابق

في جلسة مجلس الوزراء يوم الإثنين بتاريخ 7 رجب 1433 الموافق 29 مايو 2012 أقر المجلس تحويل «وكالة الأنباء السعودية (واس)» إلى هيئة عامة تسمى وكالة الأنباء السعودية لتصبح هيئة مستقلة ذات شخصية اعتبارية تتمتع بالاستقلال الإداري والمالي، ويرأسها رئيس بالمرتبة الممتازة يتم تعيينه بأمر ملكي بعيداً عن البيروقراطية.

### هيكل الوكالة
وكالة الأنباء السعودية هي إحدى هيئات وزارة الإعلام المستقلة ويعمل بها ما يقارب 600 شخص ويرأس الوكالة رئيس بالمرتبة الممتازة يرتبط بمجلس إدارة يرأسه وزير الإعلام، وترتبط برئيس الوكالة عدة إدارات رئيسية هي:

#### أولاً: إدارة الأخبار والتحرير
ويتبع لها قسما
- التحرير الخارجي
- التحرير الداخلي

ويضم كل من القسمين عدداً من المحررين والمراسلين المتخصصين الذين يشرفون على سير العمل اليومي، وكل المحررين العاملين في المركز الرئيس والمركزين الفرعيين في جدة والدمام والمكاتب الأخرى في مدن المملكة من السعوديين المؤهلين. كما يتبع لإدارة الأخبار والتحرير أيضاً قسم النشرة الإنجليزية والترجمة لبث أخبار الوكالة باللغة الإنجليزية، ولترجمة الأخبار التي ترد للوكالة باللغة الإنجليزية والفرنسية، وقسم الاستماع السياسي الذي يرصد الإذاعات الخارجية ويزود أقسام التحرير بما يجد من أحداث ويُعد قسم الاستماع أحد روافد التحرير ومصدر من مصادر الأخبار. ومركز البحوث والمعلومات الذي يعتبر من أكبر الأرشيفات المتخصصة في المملكة ويتولى المركز تصنيف وحفظ المعلومات إلى جانب إعداد الدارسات والتقارير والإحصاءات عن مختلف المواضيع ذات الأهمية الإخبارية، وتحتفظ الوكالة بأرشيف كامل للصور الفوتوغرافية التي تغطي الأحداث اليومية في المملكة كما تبث الوكالة للمشتركين في خدماتها من الصحف ووكالات الأنباء خدمة مصورة يومية عبر الخطوط الهاتفية، وتستقبل أيضاً الخدمات المصورة الواردة من خارج المملكة من مكاتبها أو من الوكالات الأخرى التي ترتبط معها بعقود أو اتفاقيات تعاون وتتولى إعادة توزيعها للمشتركين في الداخل.

#### ثانياً: تقنية المعلومات
منذ العشرين من ديسمبر 1997م بدأت وكالة الأنباء السعودية في استخدام الحاسب الآلي في كافة أعمالها ومكاتبها ووحداتها مما أدى إلى ميكنة أعمال الوكالة في إرسال واستقبال الأخبار، وتصنيف وحفظ المعلومات، وفي أعمال الوكالة الإدارية، وتقوم الإدارة الفنية في (واس) بالإشراف على تشغيل الحاسب الآلي وصيانته. كما تختص الإدارة الفنية بالإشراف على جميع الأقسام والأعمال والأجهزة الفنية والهندسية وأعمال وتركيب وتجهيز وصيانة الأجهزة وتشغيلها وتخطيط وتنفيذ مشاريع الوكالة الفنية والإشراف على صيانة مبنى الوكالة.

#### ثالثاً: إدارة الشؤون الإدارية
وتُعنى بمتابعة وإنجاز الأمور الإدارية والمالية التي تهم الوكالة وموظفيها. ومن مهام هذه الإدارة توفير الخدمات الإدارية لكل العاملين في الوكالة ومكاتبها في الداخل والخارج.

### أبرز منجزات الوكالة
عطت الخطوات التي قطعتها الوكالة منذ إنشائها حافزاً مشجعاً لدفع الوكالة نحو تدعيم إمكاناتها وتكثيف خدماتها وتطويرها لتلبية متطلبات المرحلة المقبلة. فسعت الوكالة إلى استقطاب كوادر بشرية مؤهلة صحفياً وفنياً لتنشيط خدماتها الإخبارية وأحدثت أقساما نشطة كالنشرة الإنجليزية والنشرة الفرنسية التي أنشئت عام 1401هـ وإحداث أقسام جديدة في التحرير الداخلي:
- أحدها للعناية بالشؤون الثقافية ومتابعة حركة النشاط الثقافي والمكتشفات العلمية في الداخل والخارج وتغطية أخبار المؤتمرات العلمية وما يُعقد من ندوات علمية وأدبية.
- الثاني قسم الشؤون الرياضية الذي يُعنى بمتابعة الحركة الرياضية والشبابية على الصعيد الداخلي والخارجي.
- الثالث قسم الشؤون الاقتصادية لمتابعة الحركة الاقتصادية على الصعيد الداخلي والخارجي.

كما قامت واس بإنشاء استديو في مقر الوزارة بمنى لتحميض وطبع وإرسال الصور الفوتوغرافية التي تمثل نشاط الدولة في الحج إلى المركز الرئيس في الرياض لتوزيعها إلى وسائل الإعلام في الداخل والخارج. وتم ربط المشاعر المقدسة بالحاسب الآلي كما تم ربط المناطق داخل المملكة والمكاتب الخارجية بالرياض مما أدى إلى اختصار المسافة الزمنية التي كانت تفصل بين وقوع الحدث الإخباري والمصور ومن توزيعه على وسائل الإعلام.

### علاقة الوكالة الخارجية
تواكب وكالة الأنباء السعودية (واس) تطور المملكة في مرحلة هامة من مراحل نموها وتطورها وتعكس صورة حقيقية لواقع هذا البلاد وأهلها ولتكون مرآة صادقة لنقل المعلومات على مختلف أشكالها لمواطنيها من مواقع الأحداث في الداخل والخارج.
وقد خطت الوكالة منذ تأسيسها خطوات حثيثة في اتجاه استكمال المقومات الأساسية لوكالة أنباء حديثة وفعالة بحيث أصبحت خلال فترة وجيزة المصدر الأول والأساسي للأخبار في المملكة العربية السعودية، كما اكتسبت خدماتها الإخبارية ثقة واسعة النطاق لما تميزت به من تحري الدقة والموضوعية وفقاً لأرفع المقاييس المهنية. وقد هيأ تقدم وسائل الاتصال السلكية واللاسلكية في المملكة إمكانيات كبيرة لانتشار خدمات الوكالة الإخبارية بشكل سريع داخل المملكة وخارجها، ووضعها في متناول مختلف وسائل الإعلام المرئية والمسموعة والمقروءة، وكذلك الدوائر الحكومية والمؤسسات التي تشترك في تلقي خدمات الوكالة اليومية المبثوثة من مقر الوكالة الرئيس في الرياض، وقد سعت الوكالة منذ تأسيسها إلى إقامة علاقات تعاون وثيقة مع وكالات الأنباء العالمية والعربية والنامية والعديد من المؤسسات الإعلامية بهدف تنمية عملية التبادل الإخباري والتدفق الحر للأخبار والمعلومات.
وكالة الأنباء السعودية عضو مؤسس في اتحاد الوكالات العربية ووكالة الأنباء الخليجية ووكالة الأنباء الإسلامية ووكالة أنباء الدول غير المنحازة، وتشارك الوكالة في المؤتمرات واللقاءات التي تعقد في كل عام لبحث آفاق التعاون المشترك بين وكالات الأنباء المنتمية لمختلف المجموعات العربية والأوروبية والأفريقية والمؤتمرات الإعلامية المماثلة.

## نشرات الوكالة
تصدر الوكالة نشرة يومية شاملة للأخبار المحلية والعالمية يتم بثها طوال 24 ساعة كما تصدر نشرة إخبارية باللغة الإنجليزية ونشرة أخرى باللغة الفرنسية ونشرة للخدمات الخاصة إضافة إلى توزيع الصور وتستقبل الوكالة جميع الخدمات الإخبارية الصادرة بكل اللغات من وكالات الأنباء الأوربية والعربية ووكالات أنباء الدول الإسلامية.
وتساهم بإرسال خدمة إخبارية منتظمة لتوزيعها من شبكة وكالة الأنباء الإسلامية الدولية ومجمع وكالات أنباء دول عدم الانحياز. كما تصدر الوكالة صباح كل يوم نشرة يومية مطبوعة بأهم الأخبار توزع على كبار المسؤولين في الدولة.

## الكتب الوثائقية
- وثائق وكالة الأنباء السعودية.
- مجلس التعاون لدول الخليج العربية (النشأة والإنجازات).
- المؤتمرات الإسلامية التي عقدت في المملكة العربية السعودية خلال أحداث الخليج العربي.
- بيانات جلسات مجلس الوزراء في المملكة العربية السعودية (خمسة أجزاء).
- أصداء الموقف السعودي خلال أحداث الخليج العربي.
- ملف المؤتمر السابع عشر لوزراء خارجية الدول الأعضاء في منظمة المؤتمر الإسلامي.
- ملف مؤتمرات القمة الإسلامية ومؤتمرات وزراء خارجية دول منظمة المؤتمر الإسلامي (عربي / إنجليزي / فرنسي).
- مجلس التعاون لدول الخليج العربية ـ الدورة العشرون للمجلس الأعلى ـ وثائق وقرارات.
- خادم الحرمين الشريفين الملك فهد بن عبدالعزيز آل سعود عشرون عاماً من الإنجاز.

## مكاتب الوكالة ومراسلوها
أقامت الوكالة عدداً من المكاتب والمراسلين في داخل المملكة وخارجها لتغطية شاملة للأحداث ومباشرة. ففي الداخل أنشأت الوكالة مكاتب رئيسة في كبار المدن السعودية كما عينت مراسلين في المحافظات والمدن الأصغر وعينت مراسلات في عدد من المدن داخل المملكة. أما في الخارج حرصت الوكالة على إنشاء مكاتب لها في عواصم الدول الكبرى كخطوة أولى، كما عينت عدداً من المراسلين في عدد من المدن الأخرى ليزودوا الوكالة بالأخبار من مصادرها مباشرة وفي أوقات حدوثها.

### مكاتب الوكالة في الخارج
- مكتب الوكالة في بيروت الذي أنشئ عام 1390هـ الموافق 1970م ويعمل به أكثر من عشرين شخصاً ما بين صحفي وإداري وقد أثبت هذا المكتب مهارة عالية في تغطية أحداث بيروت في أيام محنتها.
- مكتب الوكالة في القاهرة وقد أنشئ عام 1392هـ الموافق 1972م ويعمل به حوالي 30 شخصاً.
- مكتب الوكالة في صنعاء الذي أسس في عام 1393هـ الموافق 1973م ويتولى تغطية أخبار اليمن.
- مكتب الوكالة في لندن الذي تأسس سنة 1397هـ الموافق 1976م ويعمل به حوالي عشرة أشخاص.
- مكتب الوكالة في واشنطن تأسس عام 1399هـ الموافق 1978م بعد أن كان هناك مراسل منذ عام 1397هـ الموافق 1976م، والمكتب مكلف بتغطية أخبار الأمريكيتين ويعمل به أكثر من عشرة أشخاص.
- مكتب الوكالة في تونس أنشئ عام 1401هـ الموافق 1980م وتكلف بتغطية أخبار منطقة المغرب العربي ويعمل به أكثر من عشرة أشخاص.
- مكتب طهران تأسس في عام 1421هـ الموافق 2000م.

بالإضافة إلى ذلك هناك مراسلون للوكالة في إسلام أباد، والأردن، ونيويورك، ودمشق، والمغرب، وموريتانيا، وفلسطين، وبرلين، وبروكسل، وباريس، وموسكو، وبكين، وفينا، ومدريد، وجنيف، وسيدني، والجزائر، والكويت. كما تعزم الوكالة إنشاء عدد من المكاتب الجديدة، وإرسال عدد من المراسلين إلى عدد من البلاد الأخرى ولا يقتصر نشاط الوكالة على ما يصلها من المكاتب والمراسلين ولكنها ترسل البعثات الصحفية إلى مواقع الأحداث والمناسبات في أي بقعة من العالم لمتابعة الأحداث.

## أكاديمية واس للتدريب الإخباري
في 29 فبراير 2024، أطلقت واس بالشراكة مع برنامج تنمية القدرات البشرية "أكاديمية واس للتدريب الإخباري" أول أكاديمية متخصصة في التدريب الإخباري في الشرق الأوسط، والتي تهدف واس من خلالها إلى تطوير المهارات الإخبارية المتقدمة لتلبية متطلبات السوق، وتعزيز تبني نقل المعرفة والتكنولوجيا والأدوات الحديثة للعمل الصحفي والإخباري، وتعزيز الفهم العميق للقضايا الإخبارية والتحديات العالمية.
تقدم الأكاديمية برامجها التدريبية في خمسة محاور هي: الصحافة والأخبار، التقنية والذكاء الاصطناعي، القيادة وأخلاقيات الصحافة، شركاء الإعلام، التوعية الإخبارية، مستهدفة الصحفيين والمصورين، والمهنيين والتقنيين في مجال الإعلام، وطلاب الإعلام، ومسؤولي الشؤون الإعلامية.

## منصة الصور السعودية

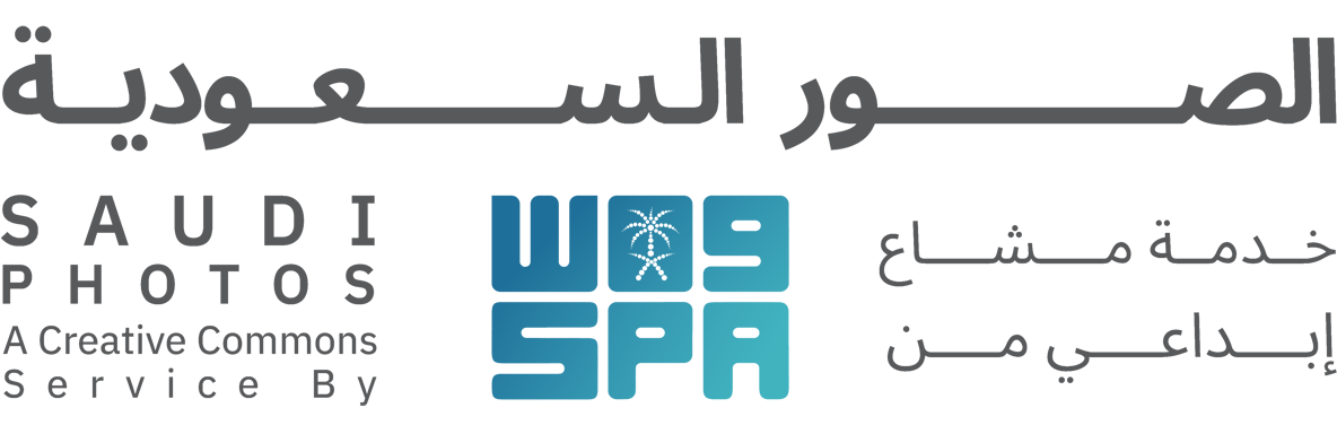
الشعار الرسمي للمنصة

منصة الصور السعودية هي مكتبة صور عامة مجانية ورسمية من وكالة الأنباء السعودية، وأُطلقت بتاريخ 8 ذو الحجة 1446هـ الموافق 4 يونيو 2025م، تحتوي المنصة على كل ما يخص السعودية من صور لأشخاص وحضارة وثقافة ومناطق ومعالم وبيئة وسياحة ورياضة ومناسك دينية، وتقع جميع الصور تحت رخصة (المشاع الإبداعي مع الإلزام بنسب العمل لمؤلفه ومشاركة المشتقات بالمثل 4.0 (CC BY-SA 4.0))، ومصنّفة حسب محتواها في تصنيفات مختلفة، ويأتي المشروع امتدادًا لخطط التحول الرقمي التي تنفذها وكالة الأنباء السعودية، وتوجّهها نحو أدوات نشر حديثة وشراكة أوسع مع المستخدمين والجهات الإعلامية.

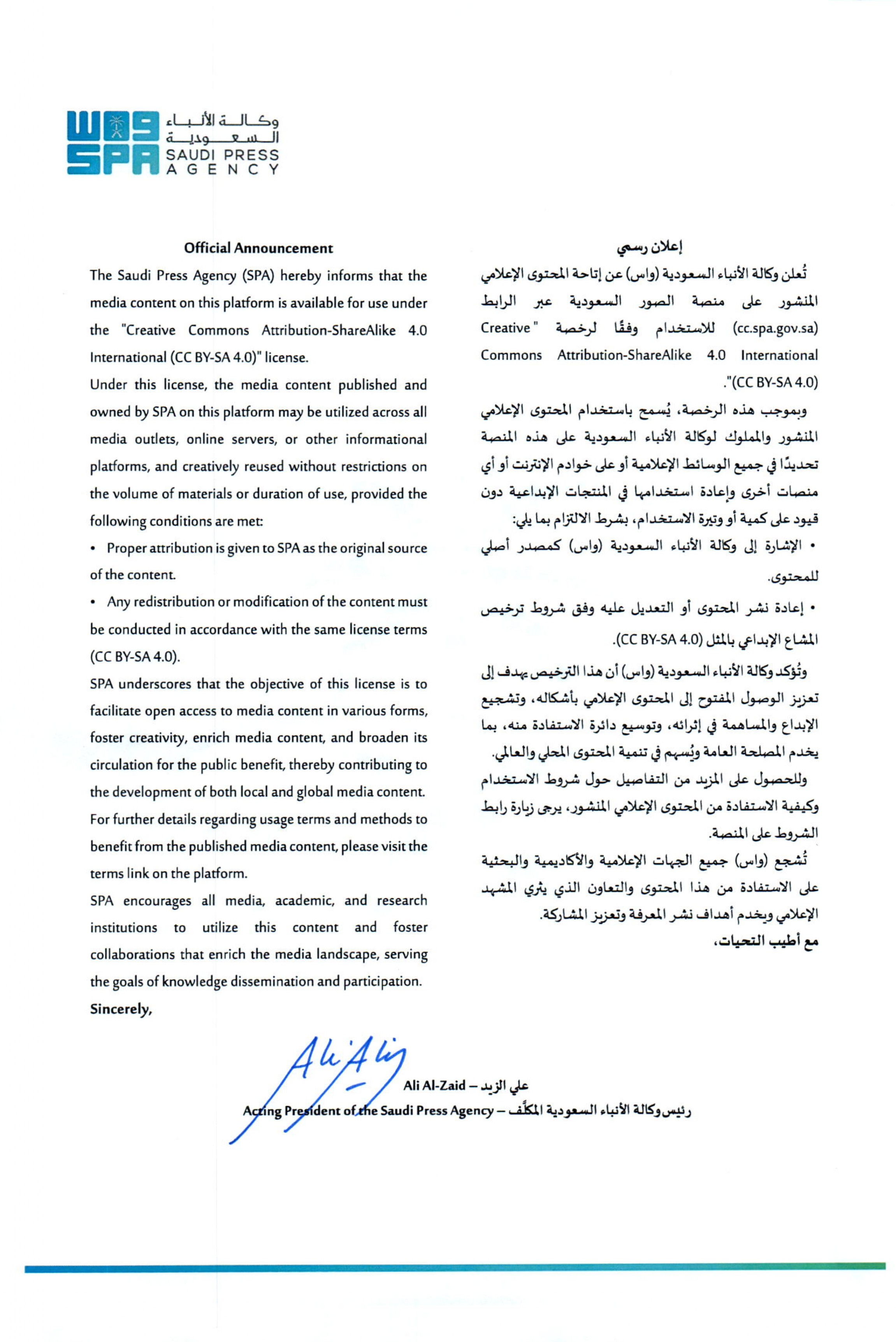
الرخصة الرسمية لمحتويات منصة الصور السعودية

### خلفية
دشّن وزير الإعلام رئيس مجلس إدارة وكالة الأنباء السعودية سلمان بن يوسف الدوسري في الثامن من ذو الحجة لعام 1446هـ المنصة التي طوّرتها وكالة الأنباء السعودية، خلال ملتقى إعلام الحج في نسخته الثانية المُقام في مركز غرفة مكة المكرمة للمعارض والفعاليات، ويهدف إنشاء المنصة لتوسيع الاستفادة من مستودع وكالة الأنباء البصري، وتمكين صنّاع المحتوى حول العالم من استخدامه بحرية تحت رخصة المشاع الإبداعي المحددة، ضمن بيئة منظمة تحفظ الحقوق وتشجع الإبداع.

## جوائز وإنجازات
- جائزة التميّز الإعلامي العربي لأفضل مؤسسة إعلامية عربية في مجال «الإعلام التنموي» عام 2022م.[8]
- جائزة التميز الإعلامي لأفضل وكالة أنباء عربية متميزة بأقسامها المتخصصة عام 2022م.[8]
- جائزة «أحسن صورة» في المسابقة التي يُعدّها اتحاد وكالة الأنباء العربية "فانا" عام 2022م.[8]
- جائزة التميّز الإعلامي العربي في دورتها الثامنة في مجال «إعلام الأزمات والكوارث والمخاطر» فئة «الإعلام الرقمي» عام 2024.[9]

## وصلات خارجية
- وكالة الأنباء السعودية
- منصة الصور السعودية